# Batalla de Mosquiteros
La Batalla de Mosquiteros (14 de octubre de 1813) fue un enfrentamiento militar librado en el contexto de la Guerra de Independencia de Venezuela entre las fuerzas realistas de José Tomás Boves y patriotas al mando del coronel Vicente Campo Elías con victoria de las últimas. 

## Antecedentes
A inicios de 1813 Domingo de Monteverde ordenó a Boves organizar un escuadrón de lanceros mientras se iniciaba la Campaña Admirable de Simón Bolívar gracias a la cual los patriotas recuperaron el control de gran parte de la antigua Capitanía General de Venezuela forzando a los realistas a refugiarse a sus principales bastiones, Coro y Maracaibo, donde tenían el apoyo de la mayoría de la población. Mientras Bolívar con su Decreto de Guerra a Muerte ordenaba la ejecución más de 1.000 prisioneros españoles y canarios en Valencia, Caracas y La Guaira.
Así a finales de ese año las fuerzas realistas se distribuían de la siguiente manera: Salomón en la provincia de Coro (con 2.200 tropas), Yáñez en Apure (con 1.500) y Boves en el Orinoco (con 2.000). Así empezaron a reorganizarse para volver a la ofensiva. Sin embargo, no será hasta las campañas de Boves que los realistas retomaron la iniciativa y empezaron a atacar desde sus fortalezas en la costa.
En septiembre Boves se sublevó y se convirtió en el caudillo de los Llanos y empezó a reunir un poderoso ejército con el que avanzó hacia Calabozo mientras que Bolívar tras su Campaña Admirable lanzaba una doble ofensiva, el general Rafael Urdaneta atacó con 700 infantes y un escuadrón las provincias del Occidente donde operaba el gobernador realista de Coro, José Ceballos y el teniente coronel Campo Elías marchó a reprimir la revuelta de Boves con 1.000 infantes reclutados en Chaguaramas y San Sebastián y 1.500 jinetes de la primera ciudad, ya que días antes el coronel Tomás Montilla fue enviado con 600 hombres a someter al caudillo. Cuando llegó a Villa del Cura Montilla envió al teniente coronel Carlos Padrón con la vanguardia para atacar al realista. Pero la fuerza de Padrón fue destruida el 23 de septiembre en el caño de Santa Catalina y cinco días después Boves tomo Calabozo.

## La batalla
El 13 de octubre la división de Campo Elías llegó a El Calvario con rumbo a Calabozo. En vanguardia marchaba el escuadrón Maturín del capitán Cedeño, dos compañías de fusileros y otra de flecheros a las órdenes del comandante Amaya. En el centro estaba el batallón Barlovento, tres escuadrones de la columna del comandante Torres y un piquete de artillería operando un pedrero a cargo del teniente Mora. Su comandante era el segundo de la división, coronel Miguel Ustáriz. En la retaguardia había dos compañías de infantes milicianos y el escuadrón del valle de Aragua, incluyendo 50 carabineros, mandados por el capitán Francisco Padrón. Para la batalla la retaguardia quedó a la izquierda y la vanguardia al otro extremo.
Finalmente, a las 7:00 horas del 14 de octubre los patriotas llegaron a la sabana de Mosquitero; surcada por el caño del mismo nombre y cercana al pueblo del Calvario mientras que los realistas salieron de Calabozo. En la margen opuesta del riachuelo había desplegado Boves 2.500 hombres apoyados por 2 piezas de artillería. Campo Elías atacó a Boves en tres columnas, centro y derecha muy exitosas, pero la izquierda recibió la embestida de varios escuadrones de caballería y colapso. Con el apoyo de la infantería, los escuadrones patriotas cargaron contra sus pares enemigos, con cuya acción se obtuvo la victoria.
Aparentemente, la guerrilla del caudillo realista estaba acabada, pero Boves consiguió escapar, con Morales más apenas 17 hombres, sin embargo, conseguiría reorganizar sus fuerzas. Campo Elías decidió no perseguirlo hasta Guayabal, su refugio, ni siguió hasta San Fernando de Apure en busca de José Antonio Yáñez por falta de medios de transporte fluviales.

## Consecuencias
Boves tuvo que retirarse y el mismo día Elías tomo la ciudad, asesinando a un cuarto de sus habitantes. Pero el éxito de Urdaneta motivo a Bolívar a unirse a la campaña y ordenar a Campo Elías unírseles. Este marchó hacia San Carlos y dejó una guarnición de mil hombres al mando del coronel Pedro Aldao en Calabozo que será destruida por Boves en la batalla de San Marcos el 8 de diciembre. Boves no recuperaría su prestigio hasta vengarse de Campo Elías en La Puerta.